# Бернхард фон дер Шуленбург
Карл Август Фердинанд Бернхард фон дер Шуленбург (на немски: Karl August Ferdinand Bernhard Graf von der Schulenburg; * 15 февруари 1844, Пропстай Залцведел; † 12 февруари 1929, Пропстай Залцведел, Саксония-Анхалт) е граф, наследствен кухненски майстер, пруски генерал-майор и правен-рицар на „Йоанитския орден“.

## Биография
Той е вторият син на Вилхелм фон дер Шуленбург (1806 – 1883) и втората му съпруга Клара Августа Амалия Хенриета фон Латорф (1819 – 1890), дъщеря на кралския пруски камерхер Карл Матиас фон Латорф, господар на имението Кликен-Оберхоф, и фрайин Амалия фон Хоувалд-Щраупитц. По-големият му брат Вернер фон дер Шуленбург (1841 – 1913) е наследствен кухненски майстер, пруски майор.
Бернхард следва в Бон. През военната му кариера в пруската армия той е от 1893 до 1897 г. командир на „1. Гарде-Уланен-Регимент“ и след това командир на „18. Кавалерийската бригада“ в Алтона в Хамбург.

## Фамилия
Първи брак: на 6 април 1880 г. в Любенау с графиня Матилда фон Линар (* 29 март 1855, Берлин; † 2 ноември 1894, Потсдам), дъщеря на граф Херман Максимилиан фон Линар (1825 – 1914) и графиня Берта Агнес Луиза фон Золмс-Барут (1832 – 1909), дъщеря на граф Фридрих Хайнрих Лудвиг фон Золмс-Барут (1795 – 1879) и Берта фон Золмс-Барут (1801 – 1832). Те живеят в Берлин. имат три деца:
- Фридрих Карл Бернхард фон дер Шуленбург (* 14 юли 1881, Берлин; † 12 август 1918, битка при Райнкурт, Франш Конте), женен на 22 септември 1912 г. в Каролат за принцеса Ванда Мария Роза Луиза Алина Хелена фон Шьонайх-Каролат (* 13 февруари 1887; † 1 февруари 1968)
- Клара Берта Матилда Еренгард фон дер Шуленбург (* 29 октомври 1888, Дурлах; † 7 август 1962, Магдебург)
- Клара Мария Ирментраут фон дер Шуленбург (* 2 август 1890, Хагенау, Елзас; † 23 декември 1978, манастир Мариенвердер)

Втори брак: на 6 април 1880 г. в Любенау с фрайин Анна фон Велк (* 24 октомври 1865, Грос Крауше; † 13 април 1925, Пропстай Залцведел). Бракът е бездетен.